# Franco Mazurek
Franco Mazurek (Puerto Rico, Misiones, Argentina, 24 de septiembre de 1993) es un futbolista argentino. Juega como mediocentro ofensivo y actualmente se encuentra en Deportes Copiapó de la Primera B de Chile.

## Carrera
Surgió de las inferiores de Boca Juniors.
En 2012 pasó a Crucero del Norte para ganar continuidad. Franco, no pudo afianzarse en el plantel y jugó tan solo 10 partidos, convirtiendo 3 goles.
Luego de medio año en "el colectivero" volvió a Boca donde nuevamente fue marginado y disputó el Torneo de Reserva con un rendimiento regular.
Fue convocado por Carlos Bianchi para enfrentarse a Rosario Central el 13 de octubre de 2013, pero quedó fuera de la convocatoria a último momento.
En el 2014 emigra a Ecuador para jugar por el Olmedo, club con el que pierde la categoría ese año.
Actualmente es nuevo refuerzo de Palestino de Chile, jugando así la Copa Sudamericana 2016.

## Estadísticas
| Equipo                      | Div.                | Temporada           | Liga     | Liga  | Liga   | Copa Nacional | Copa Nacional | Copa Nacional | Copa Internacional | Copa Internacional | Copa Internacional | Total    | Total | Total  |
| Equipo                      | Div.                | Temporada           | Partidos | Goles | Asist. | Partidos      | Goles         | Asist.        | Partidos           | Goles              | Asist.             | Partidos | Goles | Asist. |
| --------------------------- | ------------------- | ------------------- | -------- | ----- | ------ | ------------- | ------------- | ------------- | ------------------ | ------------------ | ------------------ | -------- | ----- | ------ |
| Boca Juniors Argentina      | 1.ª                 | 2012-13             | 0        | 0     | 0      | -             | -             | -             | -                  | -                  | -                  | 0        | 0     | 0      |
| Boca Juniors Argentina      | Total               | Total               | 0        | 0     | 0      | -             | -             | -             | -                  | -                  | -                  | 0        | 0     | 0      |
| Crucero del Norte Argentina | 2.ª                 | 2012-13             | 10       | 2     | 1      | -             | -             | -             | -                  | -                  | -                  | 10       | 2     | 1      |
| Crucero del Norte Argentina | Total               | Total               | 10       | 2     | 1      | -             | -             | -             | -                  | -                  | -                  | 10       | 2     | 1      |
| Boca Juniors Argentina      | 1.ª                 | 2013-14             | 0        | 0     | 0      | -             | -             | -             | -                  | -                  | -                  | 0        | 0     | 0      |
| Boca Juniors Argentina      | Total               | Total               | 0        | 0     | 0      | -             | -             | -             | -                  | -                  | -                  | 0        | 0     | 0      |
| Olmedo · Ecuador            | 1.ª                 | 2014                | 25       | 2     | 1      | -             | -             | -             | -                  | -                  | -                  | 25       | 2     | 1      |
| Olmedo · Ecuador            | Total               | Total               | 25       | 2     | 1      | -             | -             | -             | -                  | -                  | -                  | 25       | 2     | 1      |
| All Boys Argentina          | 2.ª                 | 2015                | 34       | 1     | 11     | 1             | 0             | 0             | -                  | -                  | -                  | 35       | 1     | 11     |
| All Boys Argentina          | Total               | Total               | 34       | 1     | 11     | 1             | 0             | 0             | -                  | -                  | -                  | 35       | 1     | 11     |
| Colón Argentina             | 1.ª                 | 2016                | 8        | 1     | 0      | -             | -             | -             | -                  | -                  | -                  | 8        | 1     | 0      |
| Colón Argentina             | Total               | Total               | 8        | 1     | 0      | -             | -             | -             | -                  | -                  | -                  | 8        | 1     | 0      |
| Palestino · Chile           | 1.ª                 | 2016-17             | 24       | 1     | 2      | 3             | 1             | 0             | 10                 | 0                  | 1                  | 37       | 2     | 3      |
| Palestino · Chile           | Total               | Total               | 24       | 1     | 2      | 3             | 1             | 0             | 10                 | 0                  | 1                  | 37       | 2     | 3      |
| Panetolikos · Grecia        | 1.ª                 | 2017-18             | 26       | 3     | 2      | 4             | 1             | 0             | -                  | -                  | -                  | 30       | 4     | 2      |
| Panetolikos · Grecia        | 1.ª                 | 2018-19             | 18       | 4     | 2      | -             | -             | -             | -                  | -                  | -                  | 18       | 4     | 2      |
| Panetolikos · Grecia        | Total               | Total               | 44       | 7     | 4      | 4             | 1             | 0             | -                  | -                  | -                  | 48       | 8     | 4      |
| Total en su carrera         | Total en su carrera | Total en su carrera | 143      | 14    | 19     | 8             | 2             | 0             | 10                 | 0                  | 1                  | 163      | 16    | 20     |